# Elektronická stavebnice

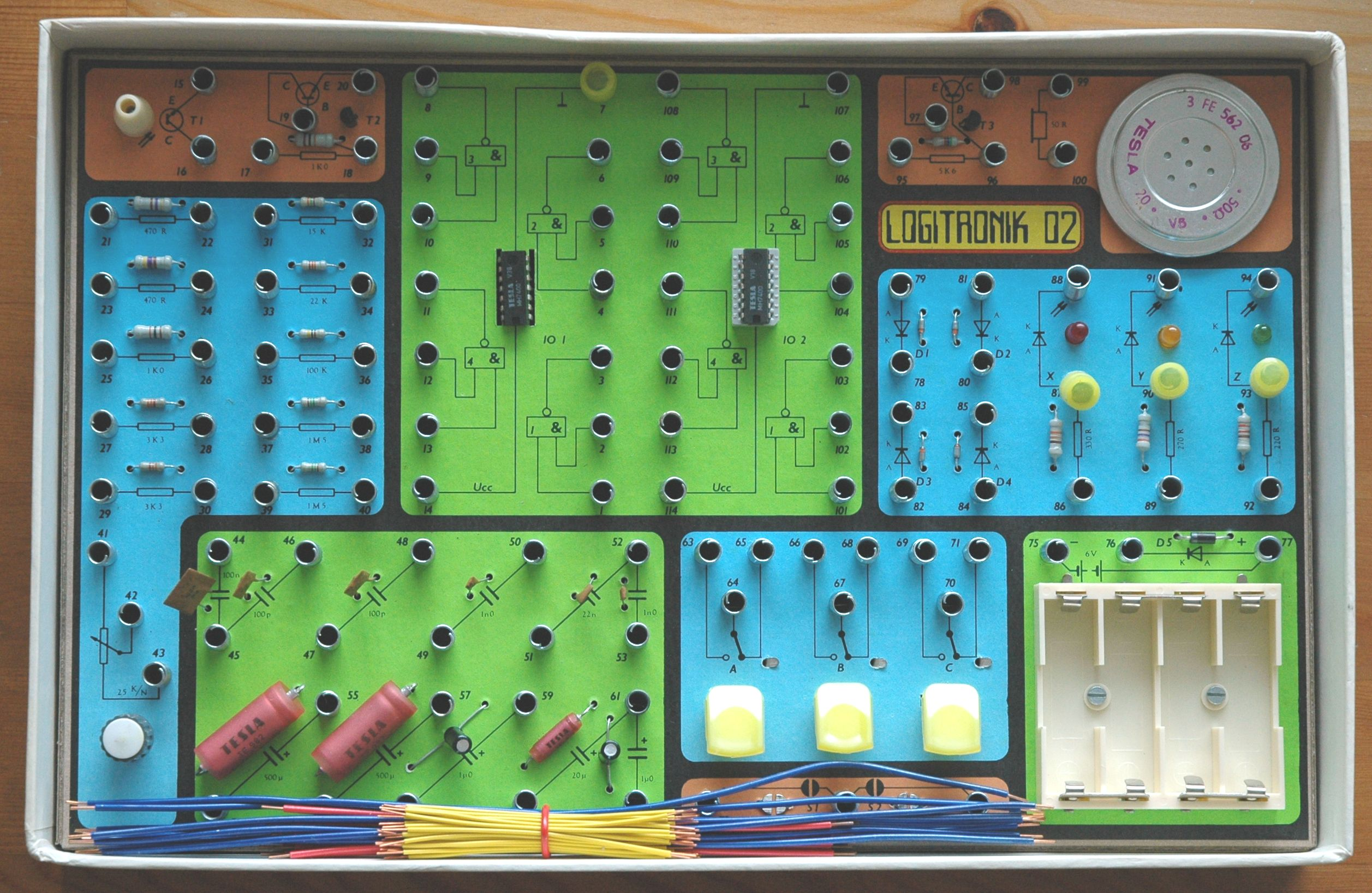
Československá elektronická stavebnice Logitronik 02, 80. léta 20. století.

Elektronická stavebnice je stavebnice obsahující elektronické součástky, z nichž se sestavují elektronické obvody. Díky rozvoji elektroniky a číslicové techniky pojem elektronická stavebnice často nahrazuje dříve používaný obecnější pojem elektrotechnická stavebnice. Za elektronickou stavebnici jsou běžně označovány i softwarové aplikace, v nichž se elektronické obvody sestavují virtuálně.
Elektronické stavebnice slouží pro výuku či zábavu. K výuce se používají nejen na školách všech stupňů, v zájmových kroužcích, ale také na kurzech a školeních ve firmách.

## Typy stavebnic
Elektronické stavebnice lze rozdělovat z různých hledisek, např.:
Podle způsobu práce se stavebnicí:
- demonstrační (učitel na nich vysvětluje látku),
- žákovská (souprava primárně určená pro jednotlivce).

Podle způsobu realizace:
- hardwarová (reálné prvky),
- softwarová (aplikace s virtuálními prvky).

Podle zaměření:
- obecně analogová technika,
- obecně číslicová technika,
- výpočetní technika (mikroprocesory, mikropočítače,...)
- telekomunikační technika,
- různé další obory

Podle univerzality:
- univerzální (lze sestavit opakovaně různá zapojení),
- jednoúčelová (jedno konkrétní zapojení, obvykle nerozebiratelné).

## Příklady stavebnic
- Voltík I, II a III - nejznámější současné hobby stavebnice v ČR, český výrobce,
- Elektronika - školní stavebnice, NTL Archivováno 11. 3. 2015 na Wayback Machine. - Rakousko,
- Denshi Blocks - 70. léta 20. století, Gakken - Japonsko,
- Edison - softwarová aplikace, DesignSoft - USA,
- littleBits - představitel nové generace stavebnic, littleBits - USA,
- zesilovač - jednoúčelová stavebnice, nutnost pájení, Velleman - Belgie.